# Can't Get You Out of My Head

Succesul lui Kylie obținut cu Light Years a continuat cu albumul Fever, prezentând o imagine sexuală în videoclipul „Cant get you out of my head”.

„Can't Get You Out of My Head” este un cântec al interpretei australiene Kylie Minogue pentru cel de-al optulea ei album de studio, Fever (2001). Piesa a fost lansată în Australia drept primul disc single extras de pe album la 8 septembrie 2001, sub egida casei de discuri Parlophone. În Regatul Unit, lansarea a avut loc pe 17 septembrie 2001, în timp ce în Statele Unite, single-ul a fost lansat la 18 februarie 2002. Compus și produs de Cathy Dennis și Rob Davis, „Can't Get You Out of My Head” este un cântec dance-pop ce vorbește despre obsesia lui Minogue față de iubitul ei. Melodia conține elemente din genurile muzicale synth-pop and nu-disco și este cunoscută pentru ante-refrenul „la la la”.
Pe lângă recenziile pozitive din partea criticilor de specialitate, single-ul a avut parte de succes comercial în toată lumea. Cântecul s-a clasat pe locul unu în topurile din Austria, Belgia, Elveția, Franța,  Germania, Italia, Polonia, România, Regatul Unit, și în toate celelalte țări din Europa, cu excepția Finlandei. Piesa a ajuns, de asemenea, pe locul unu în țara de proveniență a solistei, Australia, precum și în Noua Zeelandă. În Statele Unite, melodia a ocupat locul șapte în clasamentul Billboard Hot 100, devenind cel mai de succes single al cântăreței în această regiune de la „The Loco-Motion” (1988). Conform relatărilor, „Can't Get You Out of My Head” s-a clasat pe locul unu în topurile a 40 de țări din întreaga lume. Single-ul a primit trei discuri de platină în Australia, două discuri de platină în Regatul Unit, și un disc de aur în Statele Unite. Piesa a devenit primul disc single a lui Minogue care să se vândă în peste un milion de exemplare în Regatul Unit, și este, de asemenea, al 28-lea cel mai bine vândut single al mileniului. Până în 2013, a devenit cel mai bine vândut single al solistei, și este în prezent unul din cele mai bine vândute single-uri din istorie, înregistrând vânzări de peste cinci milioane de copii în toată lumea.
Videoclipul muzical pentru cântec a fost regizat de Dawn Shadforth și o prezintă pe Minogue interpretând coregrafii în diferite fundaluri futuristice. Videoclipul a devenit cunoscut pentru salopeta albă purtată de cântăreață în una din scene, cu glugă și un decolteu adânc. Până în anul 2018, solista a interpretat în toate turneele ei, cu excepția seriei de concerte Anti Tour. În urma lansării sale, „Can't Get You Out of My Head” a ajuns în listele de final a numeroase publicații prestigioase precum Rolling Stone, The Guardian sau NME. Cântecul a fost descris drept cel mai de succes single a lui Minogue în Statele Unite, și este considerat drept motivul din spatele succesului albumului Fever în regiunea menționată anterior. „Can't Get You Out of My Head” este cel mai cunoscut single a lui Minogue, și este deseori recunoscut drept un punct definitoriu al carierei ei muzicale. În anul 2012, melodia a fost re-înregistrată pentru a fi inclusă în The Abbey Road Sessions, un album compilație ce conține variante orchestrale ale pieselor lui Minogue.

## Informații generale
În anul 2000, Minogue a semnat un contract cu casa de discuri Parlophone Records, și și-a lansat cel de-al șaptelea ei album de studio, Light Years. Materialul ce conține cântece inspirate de genurile muzicale disco și europop s-a dovedit un succes atât din punct de vedere comercial, cât și din punct de vedere al recepției criticilor. Albumul a fost premiat cu patru discuri de platină în țara natală a lui Minogue, Australia, pentru expedierea e peste 280.000 de unități. De asemenea, Light Years a primit discul de platină în Regatul Unit, denotând cele peste 300.000 de unități vândute. „Spinning Around”, primul disc single extras de pe album, a fost un succes comercial, ocupând prima poziție a clasamentelor din Australia și Regatul Unit și primind, totodată, un disc de platină în Australia, și un disc de argint în Regatul Unit. Cântăreața și-a promovat albumul prin intermediul turneului On a Night Like This. Minogue a interpretat pentru prima oară „Can't Get You Out of My Head” în turneu, iar la scurt timp, discuțiile legate de cântec „au incendiat rapid forumurile online”. Melodia a fost lansată drept primul disc single extras de pe cel de-al optulea album de studio a lui Minogue, Fever, la 8 septembrie 2001 în Australia, sub egida companiei de înregistrări Parlophone. Lansarea din Regatul Unit și celelalte țări europene a avut loc la 17 septembrie.
Impresarii mei de la acea vreme, Miles Leonard și Jamie Nelson, mi-au spus „Avem ceva pentru tine. Vino în birou. Trebuie să asculți ceva”. Așa că am mers în biroul EMI, și am avut aceeași reacție pe care și tu ai avut-o, după doar 20 de secunde de audiție. Nici măcar nu puteam să înțeleg ceea ce ascultam. Pur și simplu mi-a ... stârnit niște sentimente. Eram complet debusolată și copleșită. Iar la finalul cântecului, s-a instalant panica. Spuneam în mod repetat „Ești sigur că asta e piesa noastră? Nu-mi spune că nu e așa! E garantat? Putem să îl avem?” Și am reușit! Iar acel moment a declanșat o cu totul nouă etapă a carierei mele. 
Melodia „Can't Get You Out of My Head” a fost compusă și produsă de Cathy Dennis și Rob Davis. Cei doi s-au cunoscut prin intermediul managerului Simon Fuller, acesta căutând un duet care să compună o piesă pentru grupul pop britanic S Club 7. Piesa a fost înregistrată folosind software-ul muzical Cubase, rulat de Davis pe computerul ei cu sistem de operare Mac. David a început să cânte la chitara acustică peste un segment repetitiv de 125 de bătăi pe minut, iar Dennis, care a obținut succes comercial în Statele Unite în calitate de cântăreață, a început să rostească versul „I just can't get you out of my head” (ro.: „Pur și simplu nu reușesc să te scot din mintea mea”) în tonalitatea Re minor. După trei ore și jumătate, varianta demonstrativă a cântecului a fost înregistrară, vocea fiind adăugată mai târziu. Dennis a considerat că aranjamentul pentru înregistrarea melodiei a fost „cel mai primitiv aranjament pe care ți-l poți imagina! Producătorii diferiți lucrează în moduri diferite. Însă este bine să ți se reamintească faptul că nu trebuie să te bazezi întotdeauna pe un echipament performant. Un cântec este despre linie melodică și versuri, și despre a lua ceva din memoria ta, un lucru care te va bântui”. Ea a afirmat, de asemenea, că producția a fost „un proces natural și fluid”, spunând: „Știm cât este de greu este să lucrezi uneori, și cât de multe luni sunt necesare pentru a pune totul cap la cap, însă acesta a fost cel mai ușor proces de până acum. Toate substanțele chimice au lucrat fericite împreună”.
Cu toate acestea, după ce Fuller a ascultat versiunea demonstrativă, acesta a fost de părere că nu este potrivită pentru formația S Club 7, și a respins-o; cântăreața britanică Sophie Ellis-Bextor a refuzat, de asemenea, oferta de a înregistra piesa. Ulterior, Davis s-a întâlnit cu unul dintre impresarii lui Minogue, Jamie Nelson. În urma ascultării casetei demo, acesta a rezervat melodia pentru Minogue, artista urmând să o înregistreze mai târziu în același an. Nelson s-a declarat impresionat de „energia și vibrația” cântecului, opinând că va fi pe placul „iubitorilor muzicii dance”.  În ciuda faptului că Davis a avut impresia că înțelegerea va fi anulată ulterior, Minogue a fost foarte entuziasmată să înregistreze cântecul, după ce a ascultat varianta demonstrativă ce avea o durată de 20 de secunde. „Can't Get You Out of My Head” a fost înregistrat la studioul de la reședința lui Davis din Surrey. Linia melodică, excluzând secvența de chitară, a fost programată utilizând o stație de lucru Korg Triton, prin intermediul MIDI. Dennis a dezvăluit mai târziu: „Deși Kylie nu a fost prima artistă care a primit această piesă, nu cred că ar fi trebuit să ajungă la altcineva în afară de Kylie, și nu cred că altcineva ar fi putut să execute treaba în modul incredibil pe care ea l-a făcut, în special videoclipul super-sexy!”.

## Structura muzicală și versurile
„Can't Get You Out of My Head” este un cântec dance midtempo ce îmbină elemente din genurile muzicale synth-pop și neo-disco, și are un tempo de 126 de bătăi pe minut. Potrivit unei partituri muzicale publicate pe Musicnotes.com de EMI Music Publishing, vocea lui Minogue variază de la nota Do4 la nota Do5. În piesă, Minogue cântă un ante-refren „la la la”, secvență ce a fost adesea considerată drept cea mai atractivă parte. BBC Radio 2 a observat faptul că, deși compoziția cântecului este „aparent simplă, în venele sale curge întreaga istorie a muzicii electronice”. Reprezentanții postului de radio au descris linia de bas drept „vibrantă” și au recunoscut, de asemenea, influențe proeminente ale trupei engleze de muzică rock New Order, precum și influențe ale formației germane Kraftwerk de muzică electronică. „Can't Get You Out of My Head” nu urmărește o structură tradițională de tipul vers-refren, și este în schimb compus în jurul a diferite „secțiuni plasate greșit”. Dennis a argumentată că aceste secvențe „au cooperat oarecum împreună”, de vreme ce ea și Davis nu au încercat să forțeze structura. „Semințele au fost udate constant, și au încolțit foarte rapid în ceva mai mare decât oricare dintre noi”, a adăugat artista. În mod concomitent, Davis a comentat: „Am încălcat câteva reguli, de vreme ce melodia începe direct cu refrenul, și apoi sosește secvența de «la la»-uri – acesta a fost motivul pentru care editorul meu [Fuller] a fost atât de confuz atunci când a auzit [piesa]”.
De-a lungul versurilor melodiei, Minogue își exprimă obsesia față de o figură anonimă. Dorian Lynskey de la ziarul The Guardian a numit cântecul „un mister”, de vreme ce solista nu dezvăluie identitatea persoanei despre care cântă. Redactorul a sugerat faptul că persoana la care Minogue face referire este „fie un partener, fie o aventură de-o noapte evazivă, fie cineva care nu știe de existența ei”. Everett True de la aceeași publicație a identificat un „element foarte întunecat” în versurile simple, fiind de părere că acest sentiment este amplificat de vocea reținută a lui Minogue. În continuare, True a subliniat faptul că, în timp ce single-ul din 1987, „I Should Be So Lucky”, prezintă un viitor optimist și romantic, „Can't Get You Out of My Head” pune accentul pe o obsesie „bolnăvicioasă” și cu potențial distructiv. De asemenea, redactorul a observat faptul că în piesa „I Should Be So Lucky”, Minogue joacă rolul „fetei inocente, cu ochi mari, care râvnește la dragoste”, însă în „Can't Get You Out of My Head”, artista este „conștientă de natura nocivă și dăunătoare a iubirii înflăcărate și pasionale”, descriind-o drept „dorința de a fi independent pe deplin, pe cont propriu și autocontrol”.
Spre finalul anului 2012, melodia a fost re-înregistrată pentru a fi inclusă pe albumul compilație The Abbey Road Sessions. Discul conține 16 variante prelucrate ale cântecelor lui Minogue, fiind înregistrate alături de o orchestră. Potrivit lui Nick Levine de la BBC Music, melodiile sunt „prelucrate pentru a omite strălucirea disco și efectele vocale”. Versiunea de orchestră a cântecului „Can't Get You Out of My Head” conține un aranjament muzical „mai dramatic, complet elaborat, extins și detaliat”, precum și o tehnică muzicală pizzicato în care instrumentele cu coarde sunt „ciupite în mod repetat”.

## Ordinea pieselor pe disc și formate
- CD single #1[25]

1. „Can't Get You Out of My Head” – 3:50
2. „Boy” – 3:47
3. „Rendezvous at Sunset” – 3:23

- CD single #2[26]

1. „Can't Get You Out of My Head” – 3:50
2. „Can't Get You Out of My Head” (K & M Mindprint Mix) – 6:34
3. „Can't Get You Out of My Head” (Plastika Mix) – 9:26

- Descărcare digitală[27]

1. „Can't Get You Out of My Head” – 3:52
2. „Boy” – 3:48

## Prezența în clasamente
| Țară (clasament 2001–2003)                          | Poziție maximă | Referință |
| --------------------------------------------------- | -------------- | --------- |
| Australia (ARIA)                                    | 1              | [ 28 ]    |
| Austria (Ö3 Austria Top 40)                         | 1              | [ 29 ]    |
| Belgia (Ultratop 50 Flandra)                        | 1              | [ 30 ]    |
| Belgia (Ultratop 50 Valonia)                        | 1              | [ 31 ]    |
| Brazilia (ABPD)                                     | 1              | [ 32 ]    |
| Danemarca (Tracklisten)                             | 1              | [ 33 ]    |
| Elveția (Schweizer Hitparade)                       | 1              | [ 34 ]    |
| Franța (SNEP)                                       | 1              | [ 35 ]    |
| Germania (GfK Entertainment Charts)                 | 1              | [ 36 ]    |
| Grecia (IFPI Grecia)                                | 1              | [ 37 ]    |
| Irlanda (IRMA)                                      | 1              | [ 38 ]    |
| Italia (FIMI)                                       | 1              | [ 39 ]    |
| Noua Zeelandă (Recorded Music NZ)                   | 1              | [ 40 ]    |
| Norvegia (VG-lista)                                 | 1              | [ 41 ]    |
| Olanda (Single Top 100)                             | 1              | [ 42 ]    |
| Polonia (Polish Singles Charts)                     | 1              | [ 43 ]    |
| Portugalia (Billboard)                              | 1              | [ 44 ]    |
| Regatul Unit (UK Singles Chart)                     | 1              | [ 45 ]    |
| România (Romanian Top 100)                          | 1              | [ 46 ]    |
| Scoția (Official Charts Company)                    | 1              | [ 47 ]    |
| Spania (PROMUSICAE)                                 | 1              | [ 48 ]    |
| Suedia (Sverigetopplistan)                          | 1              | [ 49 ]    |
| Statele Unite ale Americii (Billboard Hot 100)      | 7              | [ 50 ]    |
| Statele Unite ale Americii (Adult Top 40)           | 23             | [ 51 ]    |
| Statele Unite ale Americii (Dance Club Songs)       | 1              | [ 52 ]    |
| Statele Unite ale Americii (Mainstream Top 40)      | 3              | [ 53 ]    |
| Statele Unite ale Americii (Rhythmic)               | 9              | [ 54 ]    |
| Statele Unite ale Americii (Dance/Mix Show Airplay) | 32             | [ 55 ]    |

| Țară (clasament)                               | Poziția maximă | Referință |
| 2001                                           | 2001           | 2001      |
| ---------------------------------------------- | -------------- | --------- |
| Australia (ARIA)                               | 3              | [ 56 ]    |
| Austria (Ö3 Austria Top 40)                    | 1              | [ 57 ]    |
| Belgia (Ultratop Flandra)                      | 8              | [ 58 ]    |
| Belgia (Ultratop Valonia)                      | 7              | [ 59 ]    |
| Elveția (Schweizer Hitparade)                  | 1              | [ 60 ]    |
| Franța (SNEP)                                  | 8              | [ 61 ]    |
| Germania (GfK Entertainment Charts)            | 4              | [ 62 ]    |
| Irlanda (IRMA)                                 | 7              | [ 63 ]    |
| Italia (FIMI)                                  | 1              | [ 64 ]    |
| Noua Zeelandă (Recorded Music NZ)              | 45             | [ 65 ]    |
| Olanda (Dutch Top 40)                          | 2              | [ 66 ]    |
| Regatul Unit (UK Singles Chart)                | 3              | [ 67 ]    |
| România (Romanian Top 100)                     | 1              | [ 46 ]    |
| 2002                                           |                |           |
| Austria (Ö3 Austria Top 40)                    | 50             | [ 68 ]    |
| Elveția (Schweizer Hitparade)                  | 26             | [ 69 ]    |
| Franța (SNEP)                                  | 36             | [ 70 ]    |
| Statele Unite ale Americii (Billboard Hot 100) | 45             | [ 71 ]    |

| Țară (clasament)                    | Poziția maximă | Referință |
| ----------------------------------- | -------------- | --------- |
| Australia (ARIA)                    | 58             | [ 72 ]    |
| Germania (GfK Entertainment Charts) | 67             | [ 73 ]    |
| Olanda (Single Top 100)             | 15             | [ 74 ]    |
| Regatul Unit (UK Singles Chart)     | 7              | [ 75 ]    |

| Țară (clasament)                | Poziția maximă | Referință |
| ------------------------------- | -------------- | --------- |
| Regatul Unit (UK Singles Chart) | 91             | [ 76 ]    |

## Vânzări și certificări
| \| Țară \| Vânzări/ puncte \| Certificare \| Referințe \| \| --------------------------------- \| --------------- \| ----------- \| --------- \| \| Africa de Sud \| +50.000 \| \| [77] \| \| Australia (ARIA) \| +210.000 \| \| [78] \| \| Austria (IFPI Austria) \| +40.000 \| \| [79] \| \| Belgia (BEA) \| +100.000 \| \| [80] \| \| Elveția (IFPI Elveția) \| +40.000 \| \| [81] \| \| Franța (SNEP) \| +918.000 \| \| [82][83] \| \| Germania (BVMI) \| +500.000 \| \| [84] \| \| Grecia (IFPI Grecia) \| +20.000 \| \| [85] \| \| Italia (FIMI) \| +50.000 \| \| [86] \| \| Noua Zeelandă (RMNZ) \| +5.000 \| \| [87] \| \| Norvegia (IFPI Norvegia) \| +10.000 \| \| [88] \| \| Olanda (NVPI) \| +60.000 \| \| [89] \| \| Regatul Unit (BPI) \| +1.297.000 \| \| [90][91] \| \| Suedia (GLF) \| +30.000 \| \| [92] \| \| Statele Unite ale Americii (RIAA) \| +531.000 \| \| [93][94] \| | Note - reprezintă „disc de aur”; - reprezintă „disc de platină”; - reprezintă „dublu disc de platină”; - reprezintă „triplu disc de platină”. |             |               |
| Țară | Vânzări/ puncte | Certificare | Referințe     |
| Africa de Sud | +50.000 |             | [ 77 ]        |
| Australia (ARIA) | +210.000 |             | [ 78 ]        |
| Austria (IFPI Austria) | +40.000 |             | [ 79 ]        |
| Belgia (BEA) | +100.000 |             | [ 80 ]        |
| Elveția (IFPI Elveția) | +40.000 |             | [ 81 ]        |
| Franța (SNEP) | +918.000 |             | [ 82 ] [ 83 ] |
| Germania (BVMI) | +500.000 |             | [ 84 ]        |
| Grecia (IFPI Grecia) | +20.000 |             | [ 85 ]        |
| Italia (FIMI) | +50.000 |             | [ 86 ]        |
| Noua Zeelandă (RMNZ) | +5.000 |             | [ 87 ]        |
| Norvegia (IFPI Norvegia) | +10.000 |             | [ 88 ]        |
| Olanda (NVPI) | +60.000 |             | [ 89 ]        |
| Regatul Unit (BPI) | +1.297.000 |             | [ 90 ] [ 91 ] |
| Suedia (GLF) | +30.000 |             | [ 92 ]        |
| Statele Unite ale Americii (RIAA) | +531.000 |             | [ 93 ] [ 94 ] |